# Galen Young
Galen Young (Memphis, 16 ottobre 1975 – Memphis, 5 giugno 2021) è stato un cestista e allenatore di pallacanestro statunitense, professionista nella NBDL, in Europa e in Oceania.

## Carriera
Venne selezionato dai Milwaukee Bucks al secondo giro del Draft NBA 1999 (48ª scelta assoluta).

## Palmarès
- Campione CBA (2007)
- CBA Most Valuable Player (2007)
- All-CBA First Team (2007)
- CBA All-Rookie First Team (2000)
- Miglior passatore CBA (2007)
- Miglior rimbalzista CBA (2009)